# آرامگاه بابا یادگار
بقعه بابا یادگار مربوط به سدهٔ ۱۰ ه.ق است و در شهرستان دالاهو، دهستان بان‌زرده، منطقه بابا یادگار واقع شده و این اثر در تاریخ ۲۰ آذر ۱۳۵۳ با شمارهٔ ثبت ۱۰۱۵ به‌عنوان یکی از آثار ملی ایران به ثبت رسیده است. این بنا زیارتگاه یکی از شخصیت‌های آیینی یارسان به نام بابا یادگار است. بابایادگار در دین یاری یکی از اعضای هفتن است که در قرن دهم هجری قمری می‌زیسته و در اوایل همان قرن از شاهو به دالاهو کوچیده است.
سالانه هزاران نفر از پیروان آیین یاری از کشور ایران و کشورهای مجاور به عنوان زائر به این محل می‌آیند.

## درختان مقدس
در مجموعۀ زیارتگاه بابا یادگار در روستای زرده ۷ درخت کهنسال وجود دارند که از این تعداد دو درخت چنار، دو درخت سرو و سه درخت ون هستند. دو درخت چنار با عمر تقریباً ۹۰۰ سال کهنسال‌ترین درختان مجموعه هستند. عمر درختان سرو حدود ۲۲۰ سال و عمر درختان ون ۱۵۰ تا ۲۰۰ سال تخمین زده‌می‌شود. این هفت درخت در فهرست آثار ملی ایران ثبت شده‌اند. همچنین در ۲۹ اسفند ۱۳۹۹ اعلام شد که پنج درخت ون، چنار و سرو مجموعۀ‌ بابایادگار با قدمت بیش از ۲۵۰ سال در فهرست آثار ملی ثبت شده‌اند.

## نگارخانه

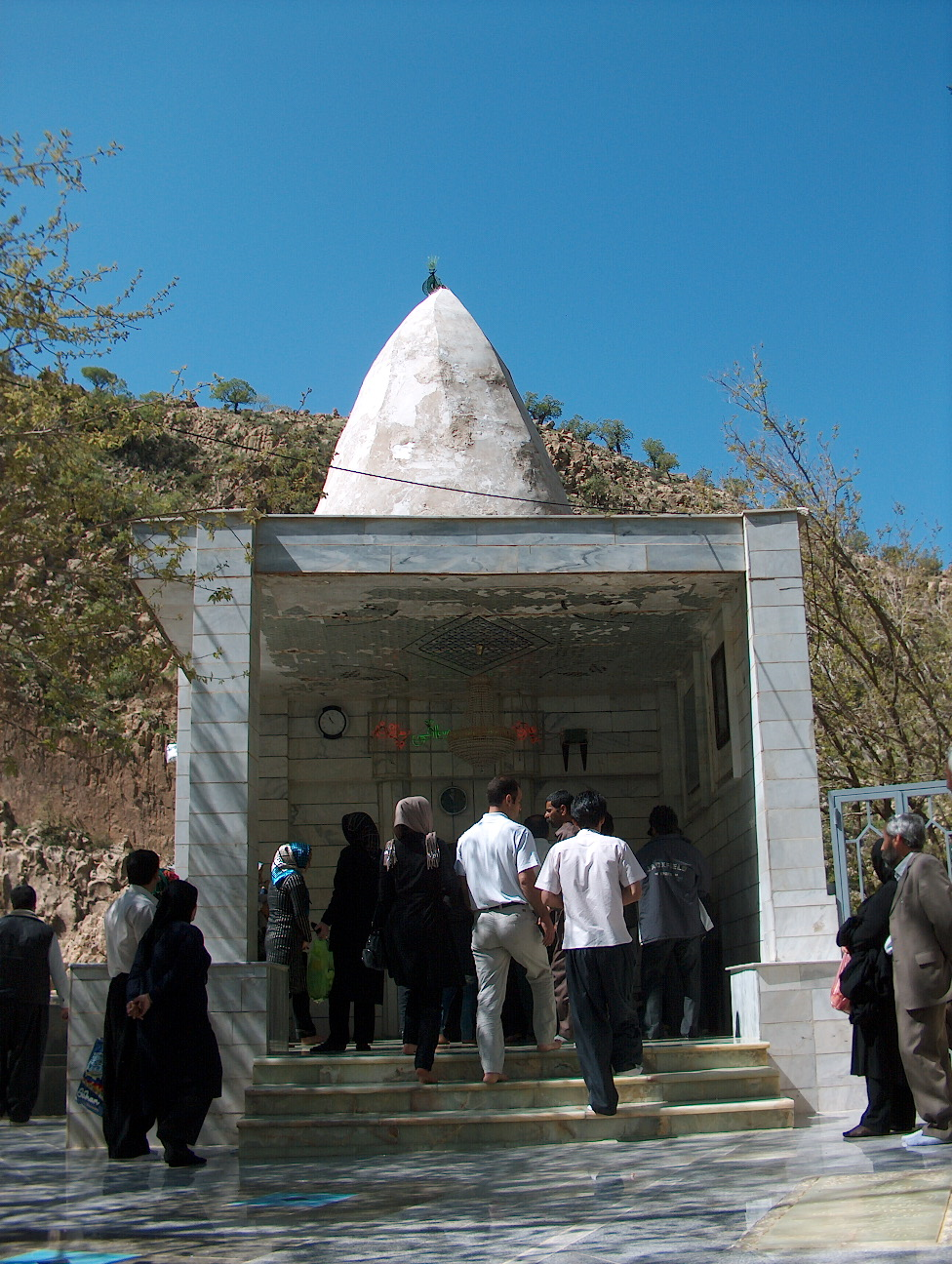
زیارتگاه حضرت بابایادگار در دامنه کوه تخت سرانه
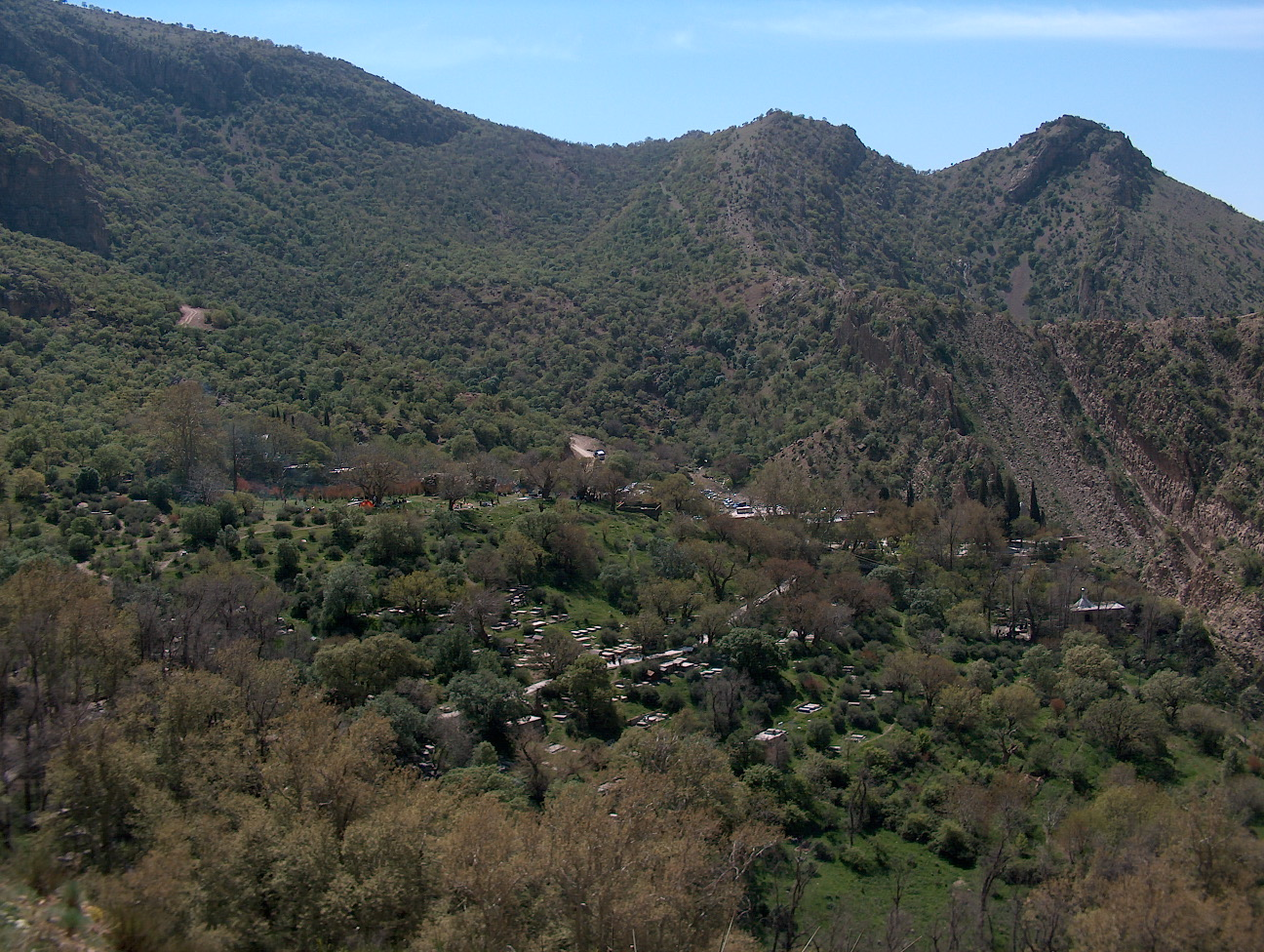
کوه تخت سرانه در شرق روستای زرده که اماکنی مقدس بر آن جای دارند.
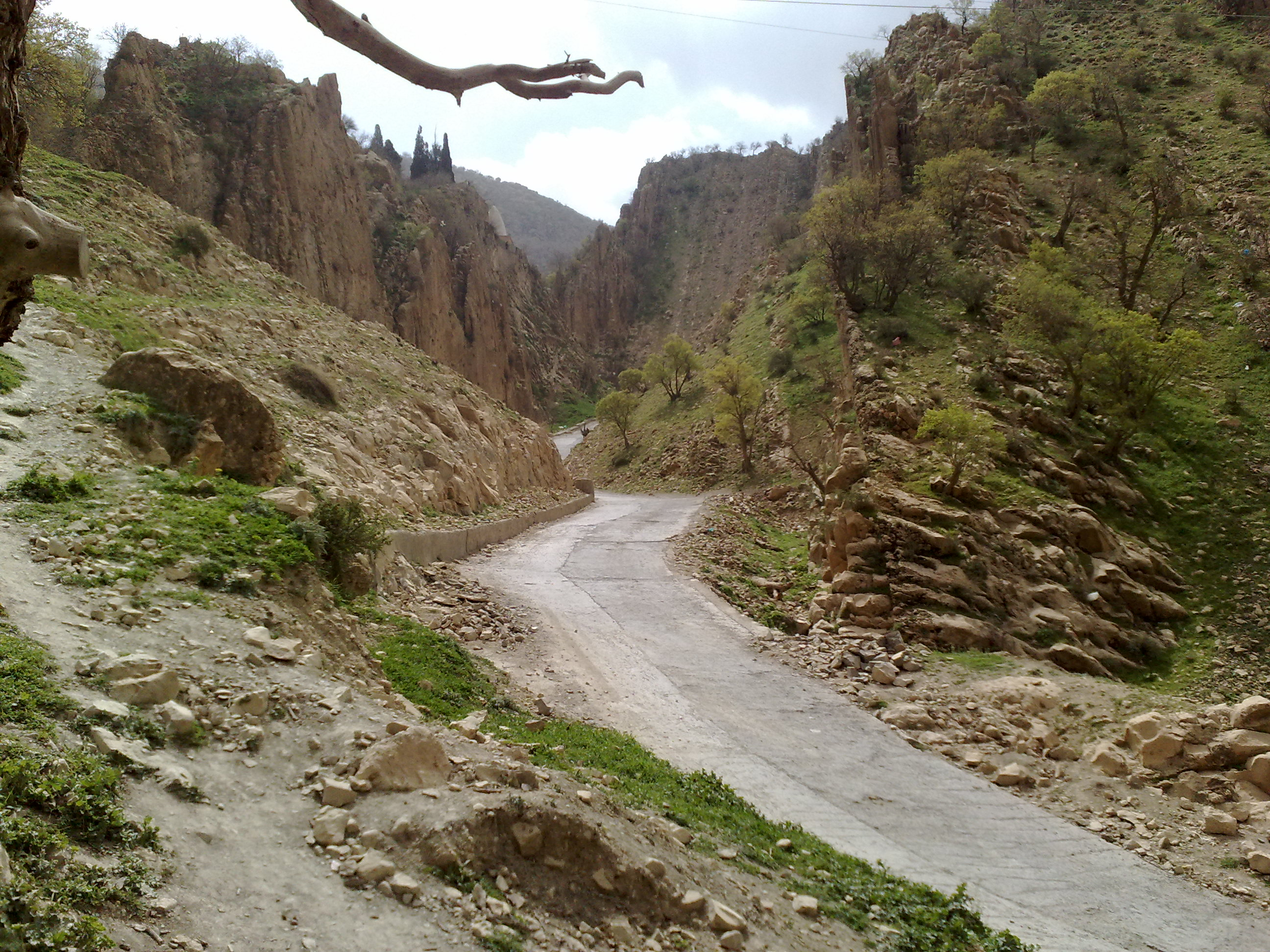
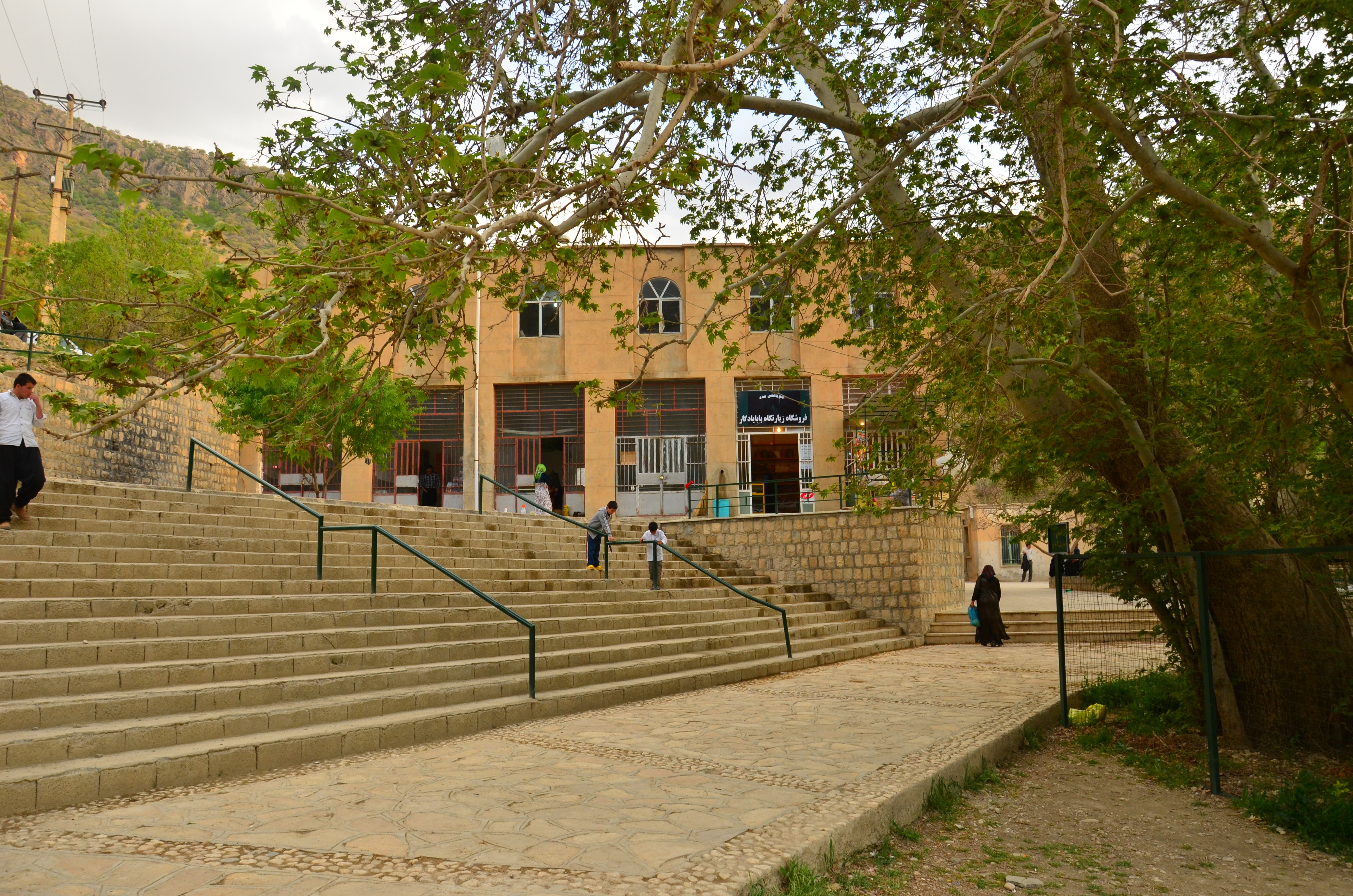
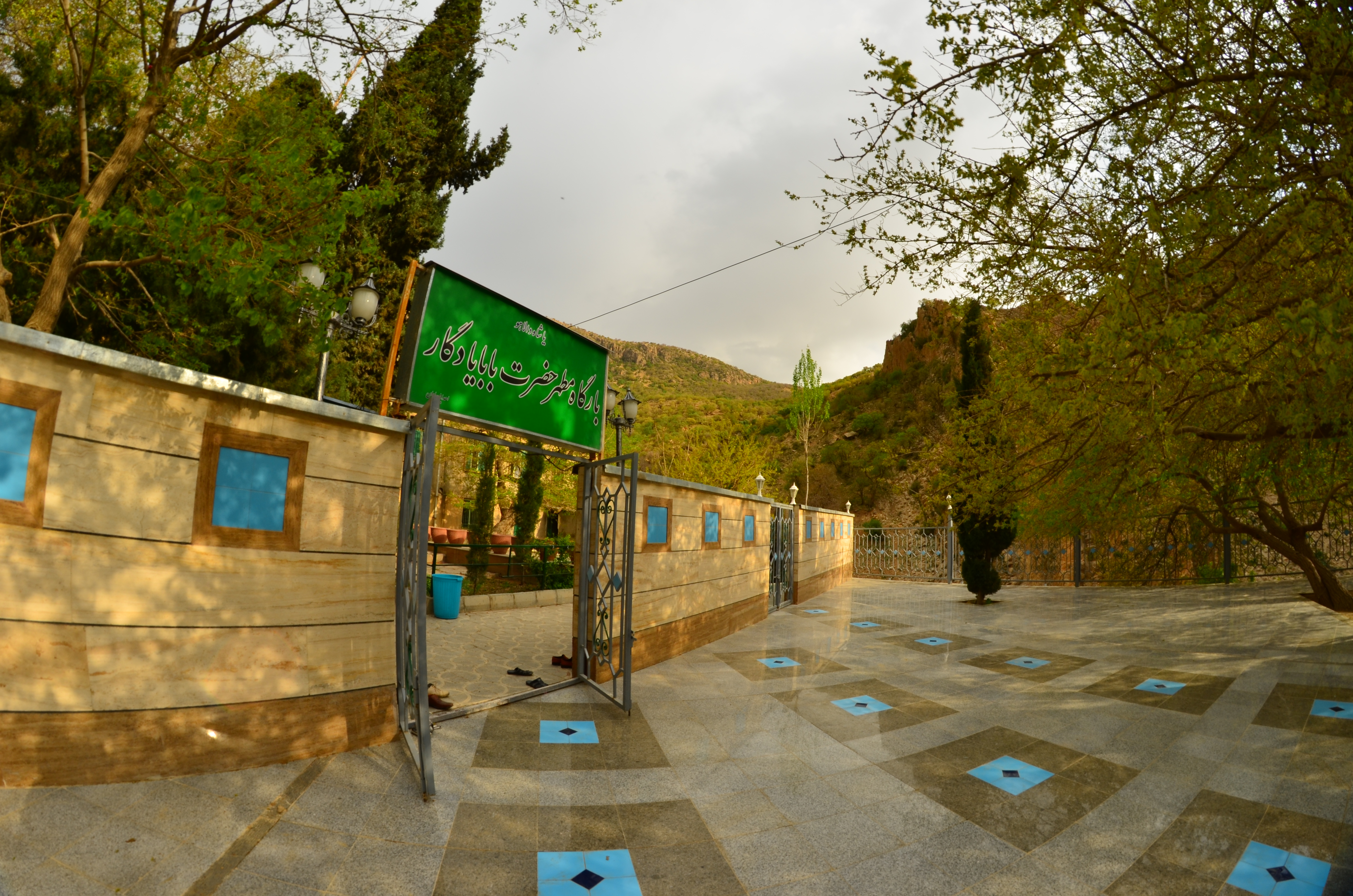
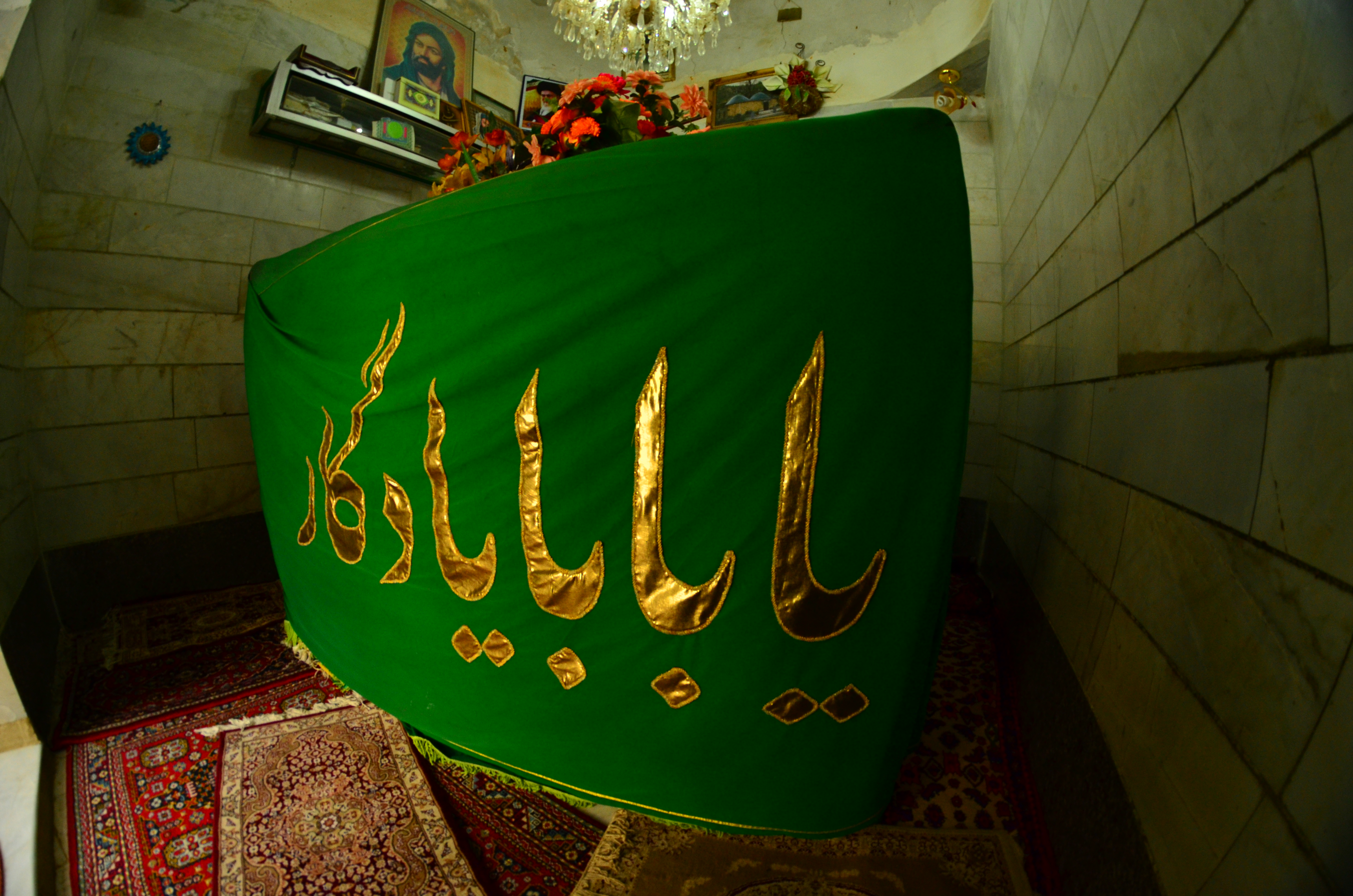
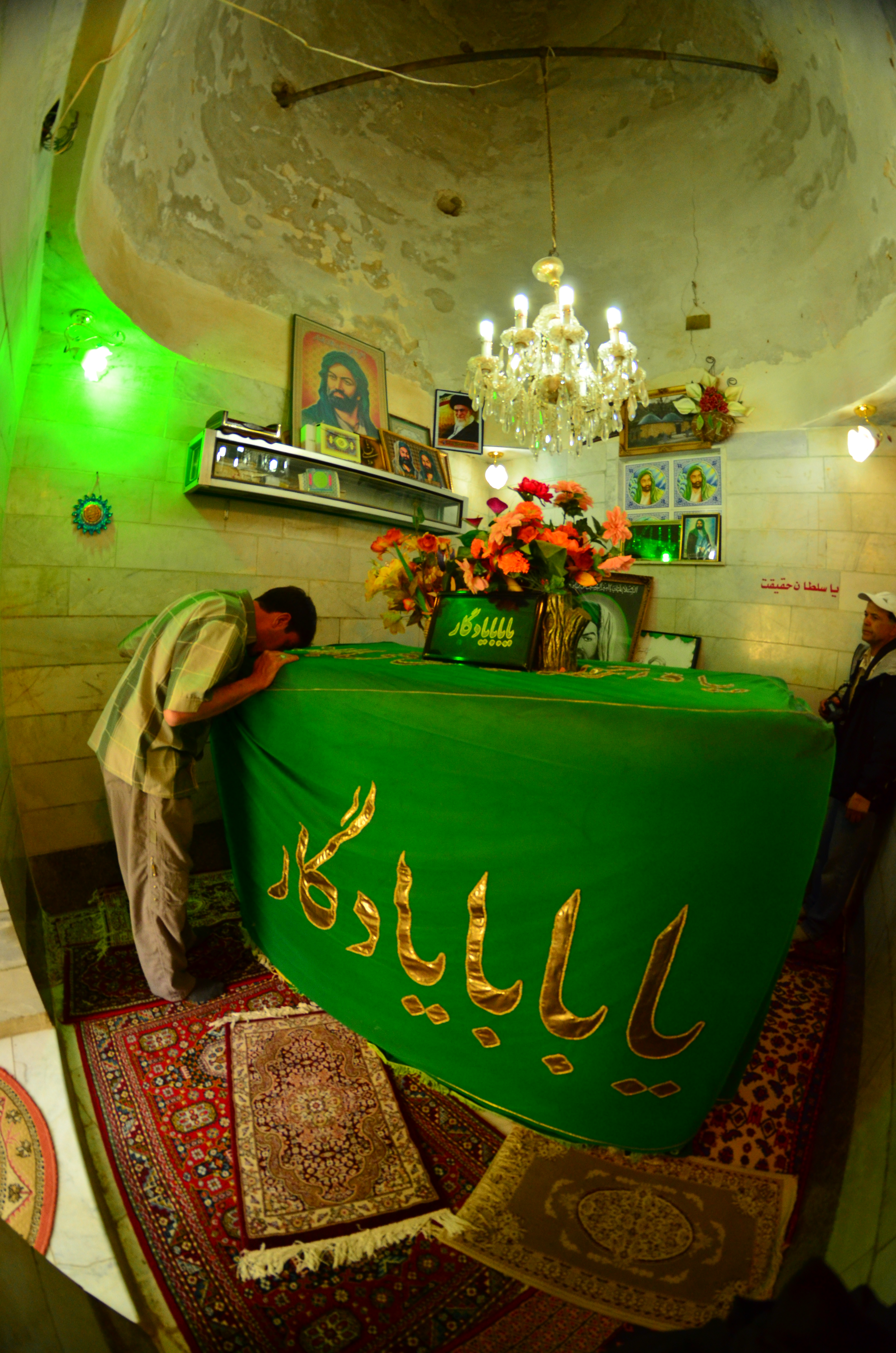
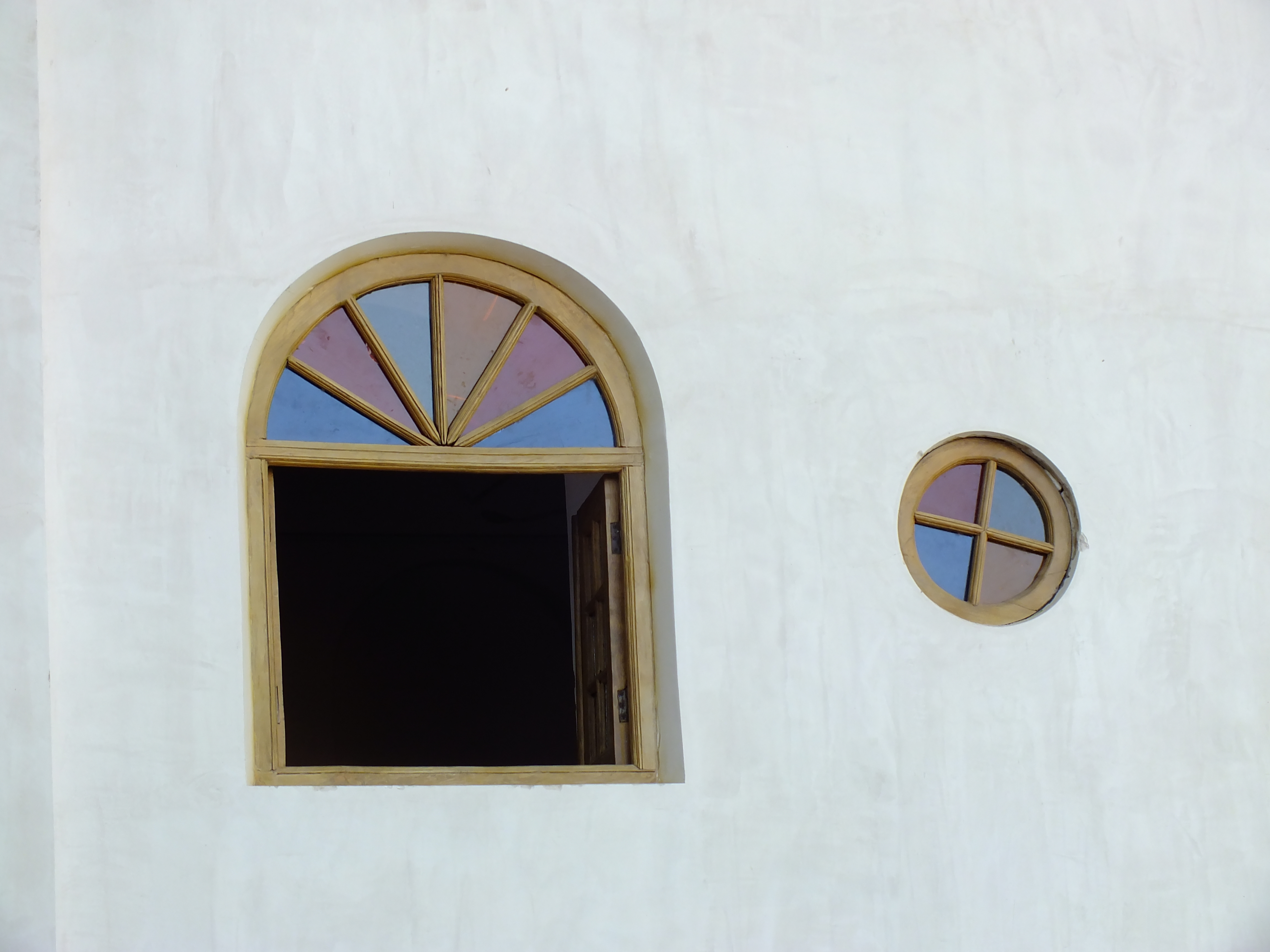
پنجره‌های عمارت شاه‌نشین
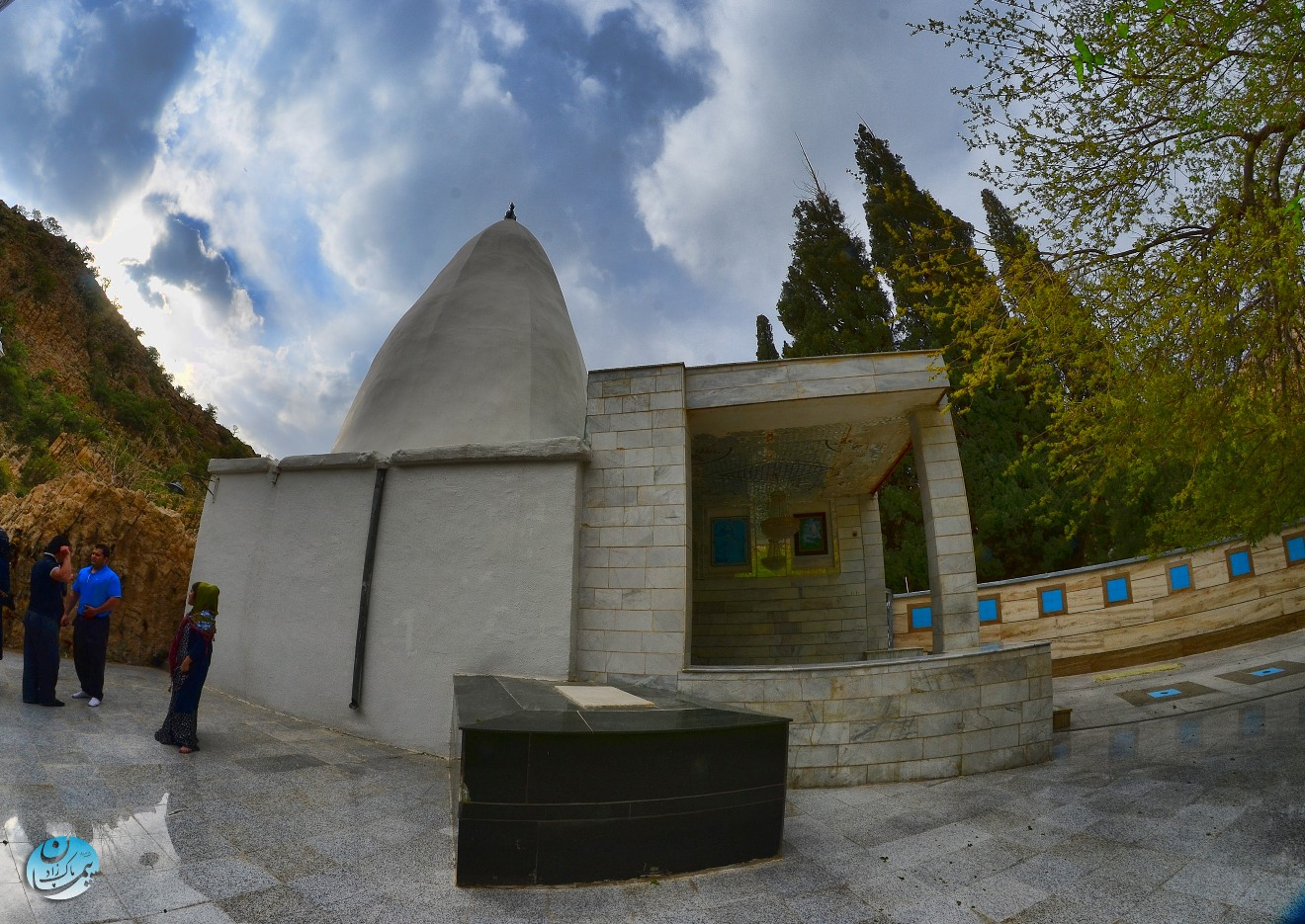
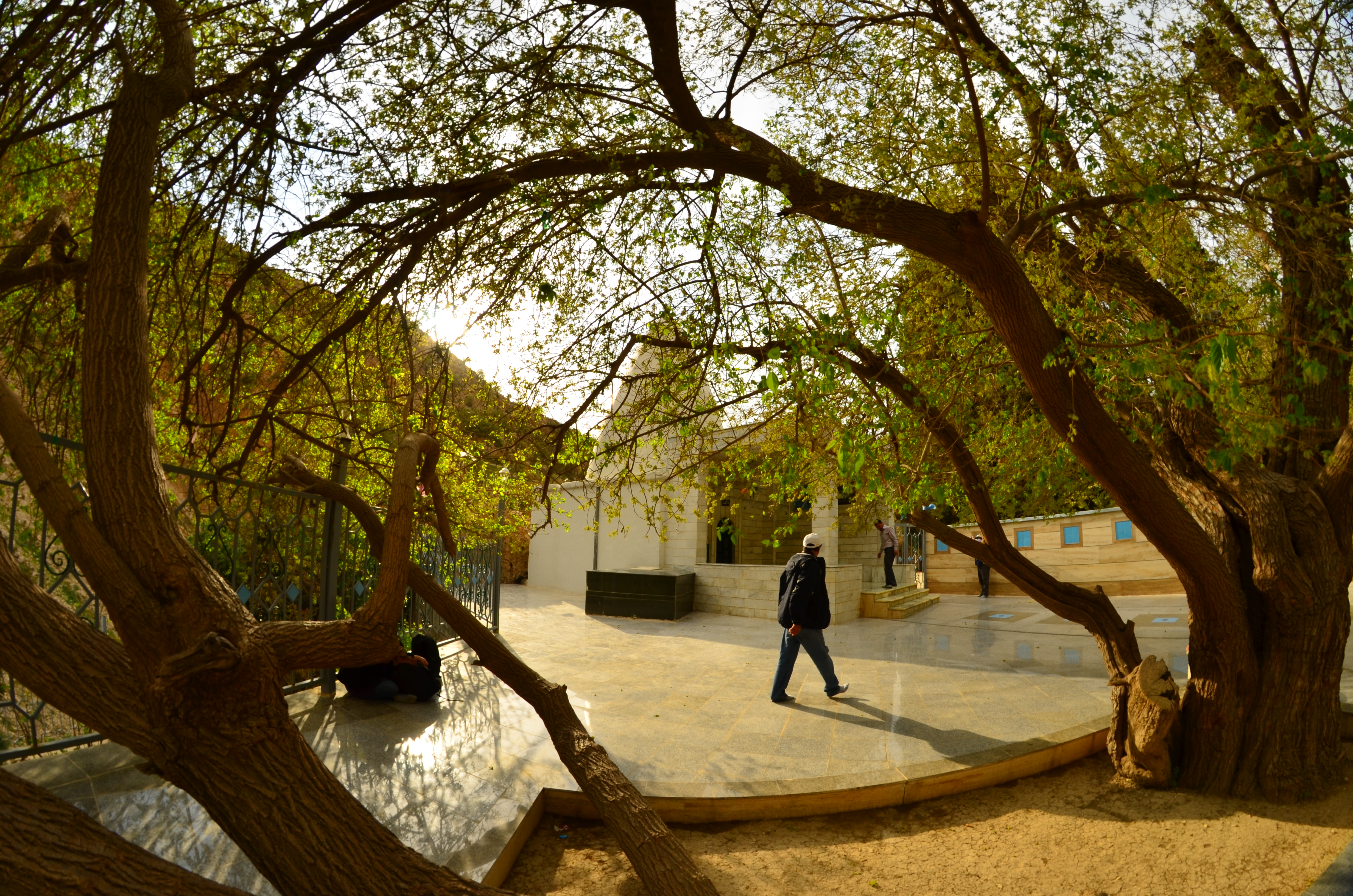
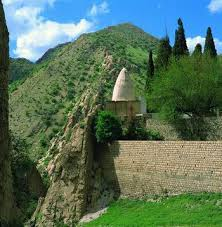
آرامگاه بابا یادگار